# Qianyingzi (köpinghuvudort i Kina, Liaoning Sheng, lat 40,20, long 123,18)
Qianyingzi är en köpinghuvudort i Kina. Den ligger i provinsen Liaoning, i den nordöstra delen av landet, omkring 180 kilometer söder om provinshuvudstaden Shenyang. Antalet invånare är 18 672. Befolkningen består av 9 107 kvinnor och 9 565 män. Barn under 15 år utgör 16,0 %, vuxna 15-64 år 72 %, och äldre över 65 år 11,0 %.
Runt Qianyingzi är det ganska tätbefolkat, med 111 invånare per kvadratkilometer. Närmaste större samhälle är Xiuyan, 12,6 km nordost om Qianyingzi. I omgivningarna runt Qianyingzi växer i huvudsak blandskog.
Genomsnittlig årsnederbörd är 1 190 millimeter. Den regnigaste månaden är juli, med i genomsnitt 387 mm nederbörd, och den torraste är januari, med 8 mm nederbörd.